# Eckernförder Bildschnitzerschule
Als Eckernförder Bildschnitzerschule oder Eckernförder Bildhauerschule bezeichnet man heute üblicherweise alle (bedeutenden) Bildschnitzkünstler der Eckernförder Bildschnitzerwerkstätten sowie spätere Verbreiter des Eckernförder Stils im 16. bis zum Anfang des 18. Jahrhunderts, die in einer Beziehung zu Hans Gudewerdt dem Jüngeren stehen. Der Begriff in seiner Maximaldefinition schließt Renaissance- und Barockschnitzer ein.

## Begriff

### Synonymbegriffe
Neben den vor allem verwendeten Termini Eckernförder Bildschnitzerschule und Eckernförder Bildhauerschule existieren weitere Synonymbegriffe, wie unter anderen Eckernförder Schule, Eckernförder Bildschnitzschule, Eckernförder Holzschnitzerschule, Eckernförder Holzschnitzschule, Eckernförder Holzbildschnitzerschule.

### Definitionen
Die Begriffe Eckernförder Bildschnitzerschule, Eckernförder Bildhauerschule, Eckernförder Holzschnitzerschule und weitere Synonymtermini entbehren einer eindeutigen Definition und Abgrenzung. Schon der Heimatforscher Peter Willers Jessen, der 1931 die Begriffe Eckernförder Bildschnitzerschule und Eckernförder Schule einführte, erweiterte seine ursprüngliche Definition als Verbreitung des Stils von Hans Gudewerdt II durch Lorentz Jørgensen (bei Jessen: Lorentz Jories) später sukzessive zu einem Meister-Schüler-Verhältnis Hans Gudewerdts des Jüngeren, alle diejenigen einschließend, die in seiner Werkstatt mit ihm als Geselle, Lehrling oder in sonstiger Weise in Berührung gekommen waren (neuer Begriff Jessens: Gudewerdtsche Schule, siehe dazu folgenden Abschnitt), aber auch spätere Meister, die in Eckernförde mit ihm zusammen ausgebildet wurden. Weitere Ausdehnungen des Begriffes erfolgten später, insbesondere durch Karl Stork.
In der heute üblichen Maximaldefinition dieser Bezeichnungen sind alle (bedeutenden) Meister und Ausgebildeten Eckernförder Bildschnitzerwerkstätten (nicht nur der Gudewerdtschen) sowie deren spätere Verbreiter des Eckernförder Stils, des Knorpelstils von Hans Gudewerdt II, inbegriffen; diese Maximaldefinition ist allerdings bei Willers Jessen schon vorgezeichnet, indem er auch unter anderen Ciriacus Dirkes und Anders Smith (Schüler Peter Negelsens) größere Abschnitte widmete und damit bereits de facto eine noch weitere Bedeutungsausdehnung vorwegnahm. Stilistisch wird in der Folge der Begriffsausweitung nicht nur der Barockstil Hans Gudewerdts II., sondern auch der Renaissancestil eingeschlossen. Insgesamt gibt es entsprechend der Maximaldefinition ein gutes Dutzend Meister der Eckernförder Bildschnitzerschule, denen mindestens ein bestimmtes Werk zugeordnet ist.

### Der BegriffGudewerdtsche Schule
Jene Ausdehnung des Begriffs Eckernförder Bildschnitzerschule veranlasste Jessen zur Prägung der Abgrenzungsbezeichnung Gudewerdtsche Schule, die alle diejenigen bedeutenden Bildschnitzer einschließt, die das künstlerische Erbe Hans Gudewerdt des Jüngeren antraten. Neben Lorentz Jørgensen betrifft das unter anderen Peter Negelsen.
Nach Ansicht Holger Behlings trat das künstlerische Erbe Hans Gudewerdts des Jüngeren in Schleswig-Holstein einzig Klaws Eibe an; das Erbe sei vor allem in den Regionen Dänemark-Norwegen und Schweden-Estland zu suchen. Namentlich wären es danach die Bildschnitzer Lorentz Jørgensen, Peter Neelsen, Anders Lauritzen Smith (Dänemark und Norwegen) sowie Ewerdt Friis und Barrelt Gnauwst (Schweden und Estland), die neben Eibe die künstlerische Nachfolge von Hans Gudewerdt dem Jüngeren antraten.

## Bedeutende Bildschnitzer der Eckernförder Bildschnitzerschule
Zu den bedeutenden Holzschnitzkünstlern der Eckernförder Bilderhauerschule oder Eckernförder Bildschnitzerschule zählt man:
- Ciriacus Dirkes (auch: Dirichs, Dyrichsen, Dirichsen – Vorname auch: Ciriac, Syrachs  († 1605) – u. a. Werke in den Kirchen von Waabs und Kirchbarkau),
- Hans Dreyer (auch: Dreier) (1572–1653) stammte aus Eckernförde, war Meister in Segeberg und Lübeck, aber hauptsächlich in Dänemark tätig – u. a. Werke in der Kirche von Holckenhavn südlich Nyborgs),
- Klavs Eibe (Vorname auch: Klaus, Claus, Clauss, Klaws (Lebensdaten ungesichert, war später Meister in Schleswig – u. a. Werke in Dänischenhagen und Schleswig),
- Ewerdt Friis (auch: Ewert Friis, Ewerdt Fries – (1619–1672), stammte aus Bredstedt und wirkte später in Schweden – u. a. Werke in Gävle),
- Lorentz Jørgensen (auch u. a.: Lorentz Jories, Lebensdaten ungesichert, später in Dänemark – u. a. Werke in Køge),
- Barrelt Gnauwst mit späteren Werken in der Schlosskirche Hapsal bei Riga (Estland) und im Schloss Skokloster nahe Stockholm (Schweden).
- Hans Gudewerdt der Ältere (* ca. 1570 in Eckernförde, † 1642 in Eckernförde), gilt als bedeutendster Holzbildschnitzer der Spätrenaissance in Schleswig-Holstein[5], u. a. mit Werken in Eckernförde, Gettorf, Karby
- Hans Gudewerdt der Jüngere (* 1593/1603 in Eckernförde, † 1671 ebenda), gilt als bedeutendster Holzbildschnitzer des Barock in Schleswig-Holstein, u. a. mit Werken in Eckernförde, Kappeln. Nakskov, Flensburg, Schönkirchen, auf Lolland und Langeland
- Hans Gudewerdt der Jüngste (* 1640 in Eckernförde, † zwischen 1706 und 'nach 1709') mit Werken in Eckernförde und Dänischenhagen
- Jürgen Koberch (auch: Koberg, Kobarg, Kobarch, Koeberch, Kobørges – Lebensdaten ungesichert – u. a. Werke in der Kirche von Klein-Waabs),
- Peter Neelsen (auch: Peter Negelsen – Lebensdaten ungesichert, stammte aus Eckernförde[6] und wirkte später in Norwegen – u. a. Werke in der Kinn-Kirche in Bergen (Norwegen)),
- Anders Lauritzen Smith (auch – unter weiteren Bezeichnungen und Schreibweisen[7]: Andrew Lawrenceson Smith; *um 1620; † um 1694 – u. a. Werke im Dom von Stavanger, stammte aus Schottland, war Schüler des Hans Gudewerdt II-Schülers Peter Ne(g)elsens, wird in Publikationen zudem als direkter Schüler Hans Gudewerdt II. geführt, da er sich in den 1650er Jahren auf Wanderschaft in Schleswig-Holstein befand und anhand enger stilistischer Beziehungen und Details (Caritas-Figur) mit HG II mit großer Sicherheit davon ausgegangen wird, dass die Gudewerdtsche Werkstatt Station seiner Wanderschaft war,[8] später in Norwegen tätig).

In Norwegen haben Anders Smith und Peter Ne(g)elsen zumindest teilweise zusammengewirkt; zum Beispiel entstand der Altar, der die Førde Kirke in Førde ziert, nach Angaben in der gemeinsamen  Holzschnitzerwerkstatt in Bergen.
Einzelne Arbeiten der Eckernförder Bildschnitzerschule können keinem der Künstler direkt zugeordnet werden. Hierzu gehört der Altar der Borbyer Kirche von 1686 – in diesem Fall wird teilweise vermutet, er stamme von Hans Gudewerdt III, teilweise wird er ihm direkt zugeschrieben.
Etliche Werke der Künstler der Eckernförder Bildschnitzschule wurden durch später dem Zeitgeist folgenden Farbüberlackierungen und Vergoldungen in ihrer Aussage und ihrem künstlerischen Ausdruck stark beeinträchtigt. Dies betrifft auch Werke Hans Gudewerdts des Jüngeren.

## Bilder

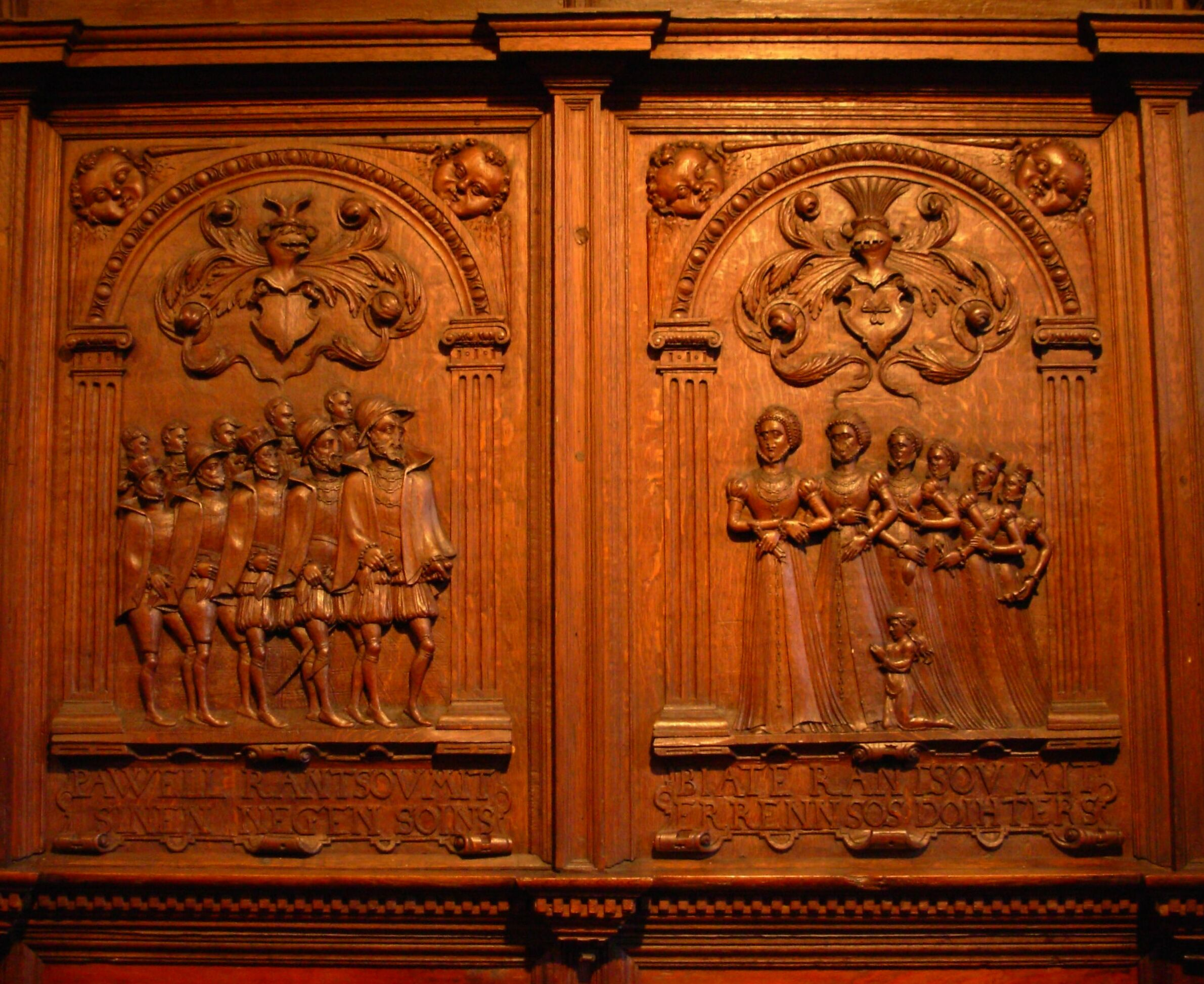
Ciriacus Dirkes: Kirchengestühl der St. Nicolaikirche Eckernförde (Detail)
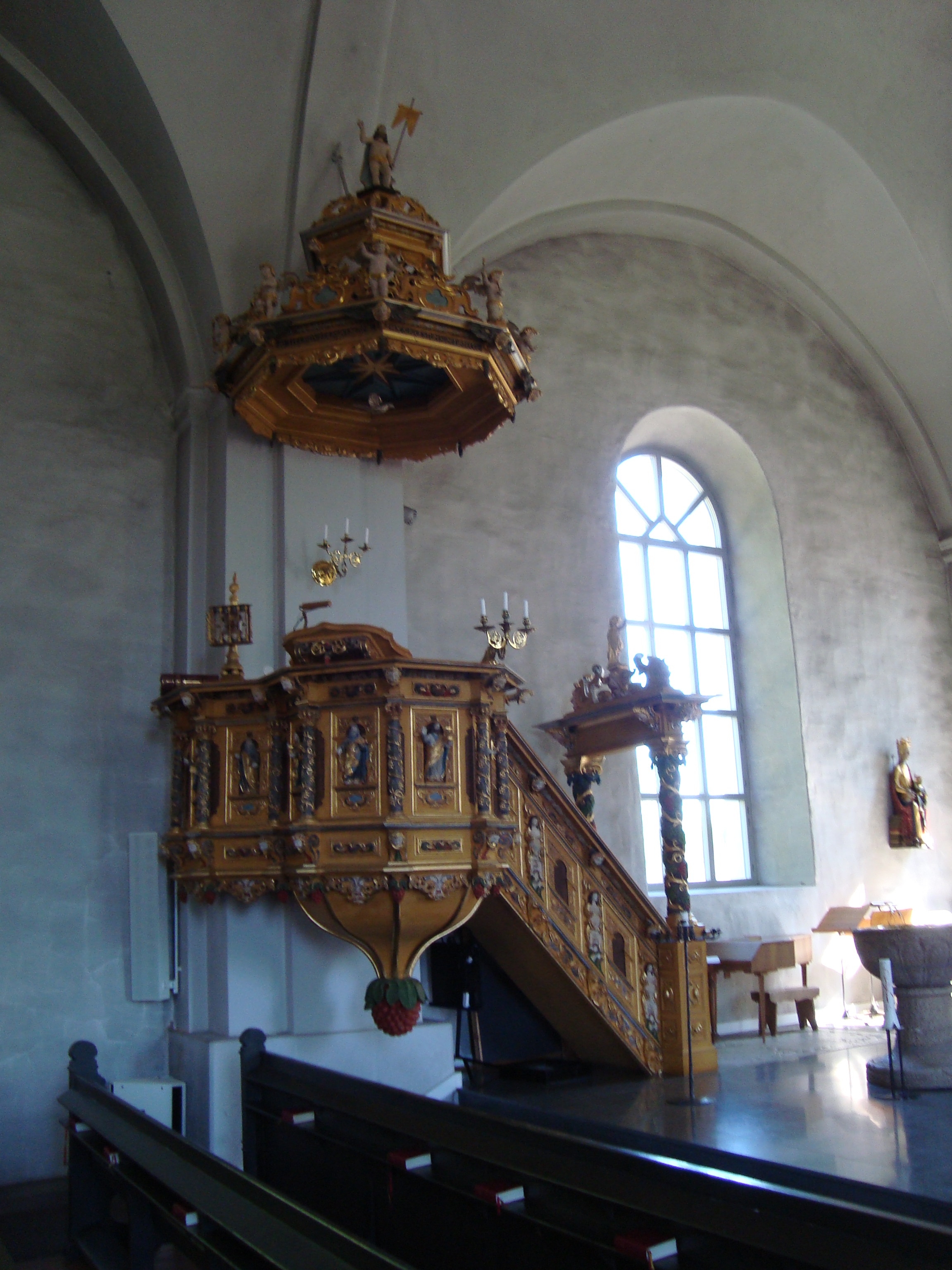
Ewerdt Friis: Kanzel der Ovansjö kyrka in Kungsgården nahe Gävle
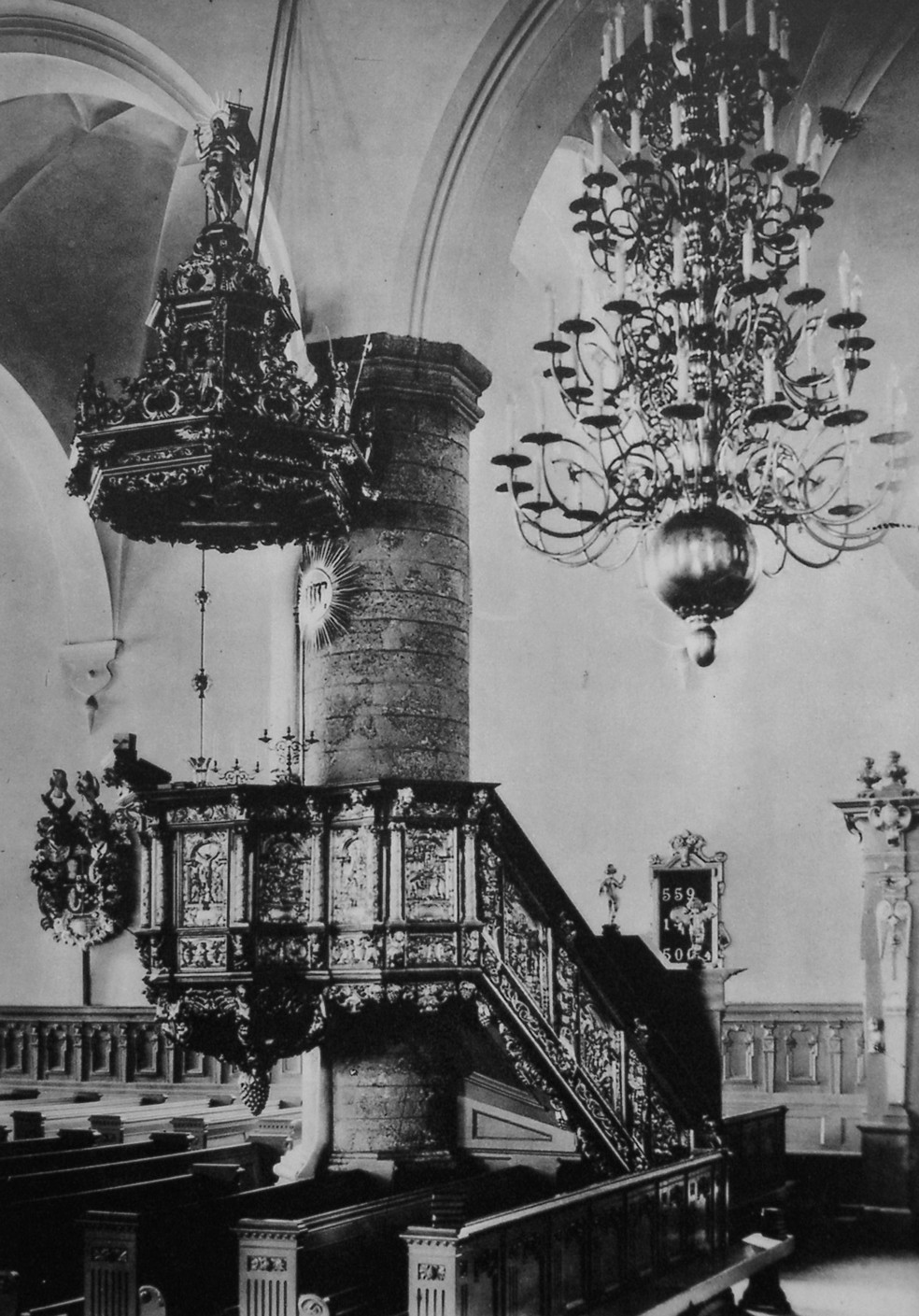
Ewerdt Friis: Kanzel der Kristine kyrka in Falun
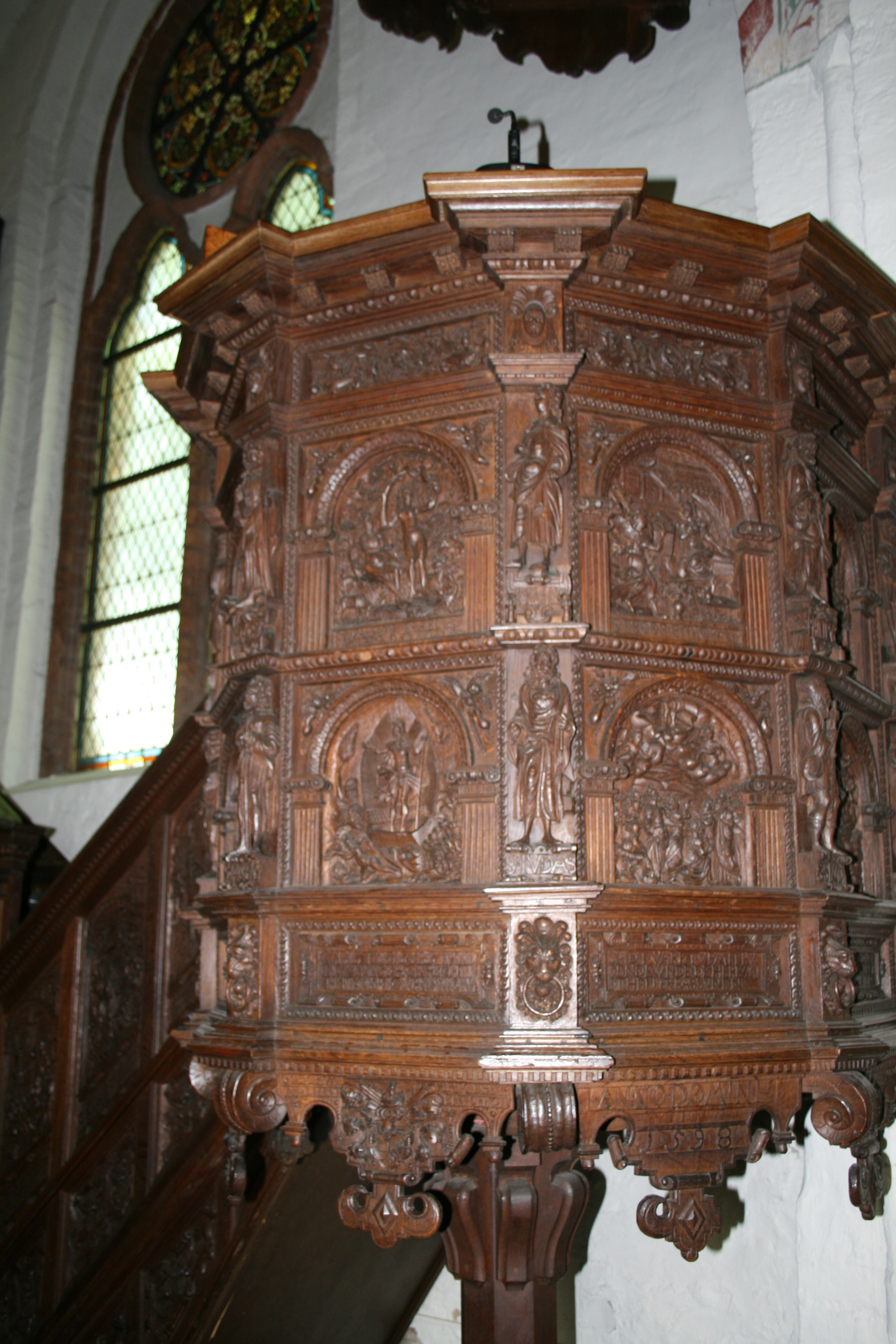
Hans Gudewerdt der Ältere: Kanzel in St. Jürgen zu Gettorf
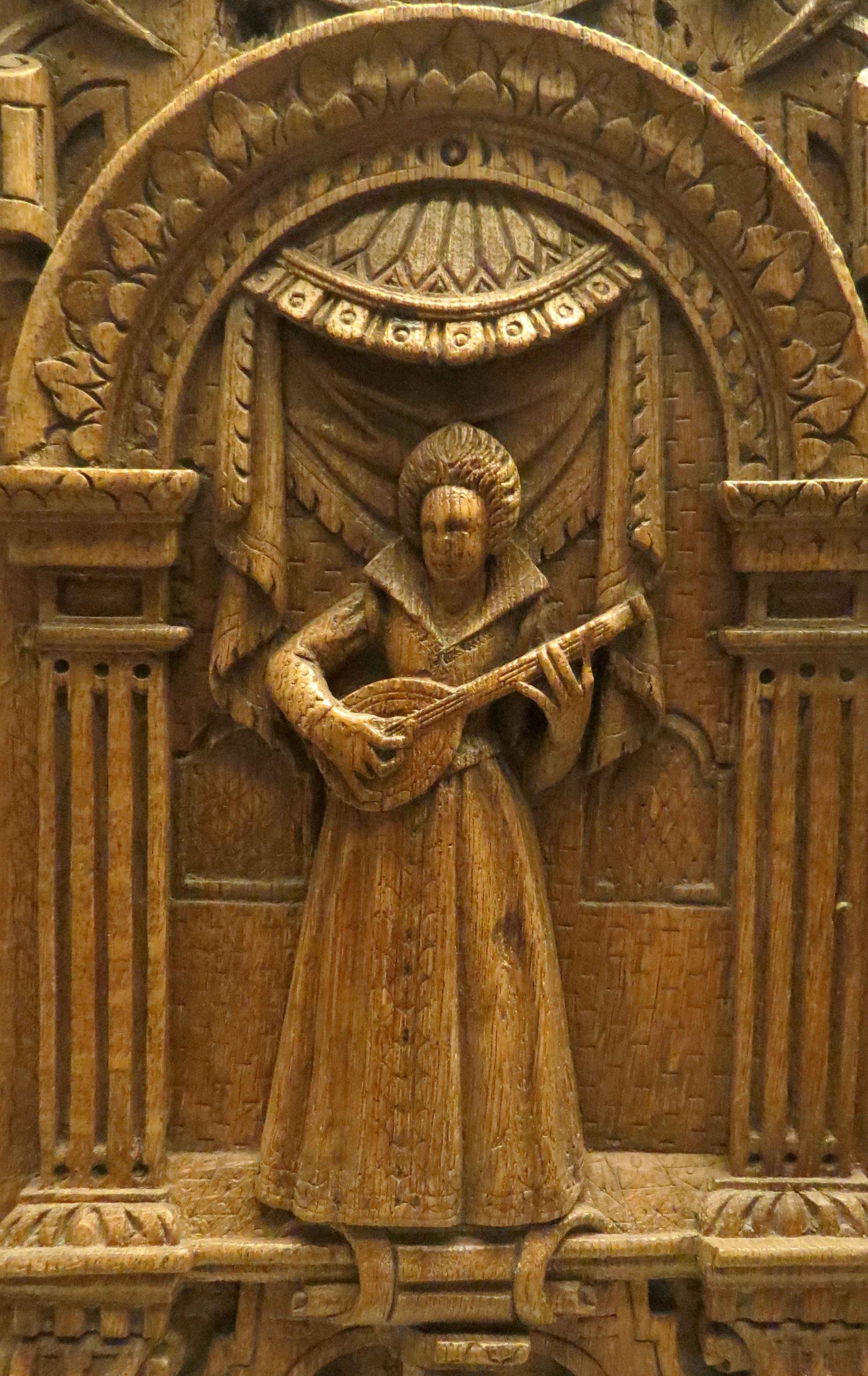
Hans Gudewerdt der Ältere: Relief mit musizierender Frau im Dänischen Nationalmuseum in Kopenhagen
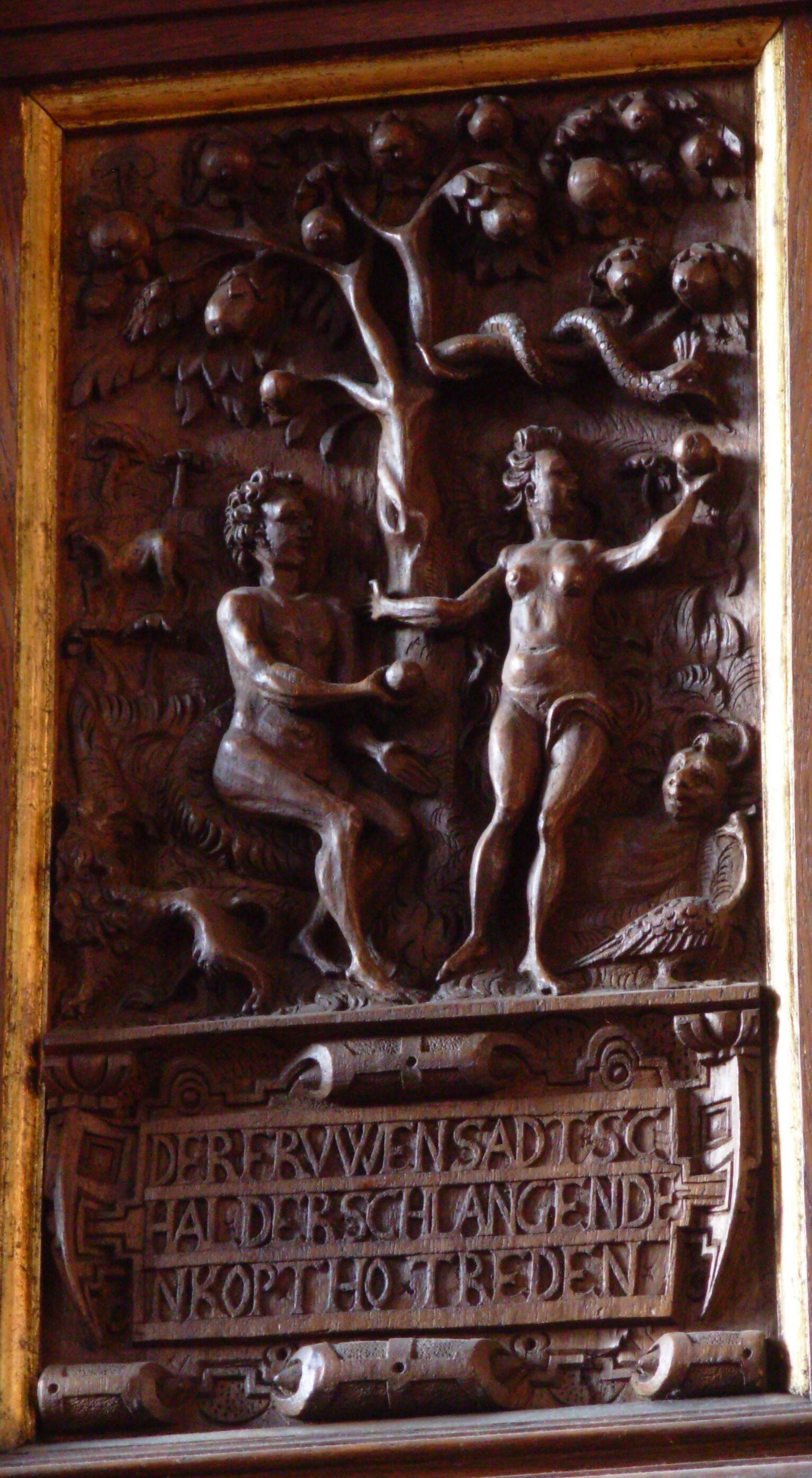
Hans Gudewerdt der Ältere: Kanzel St. Nikolai zu Eckernförde (Adam und Eva)
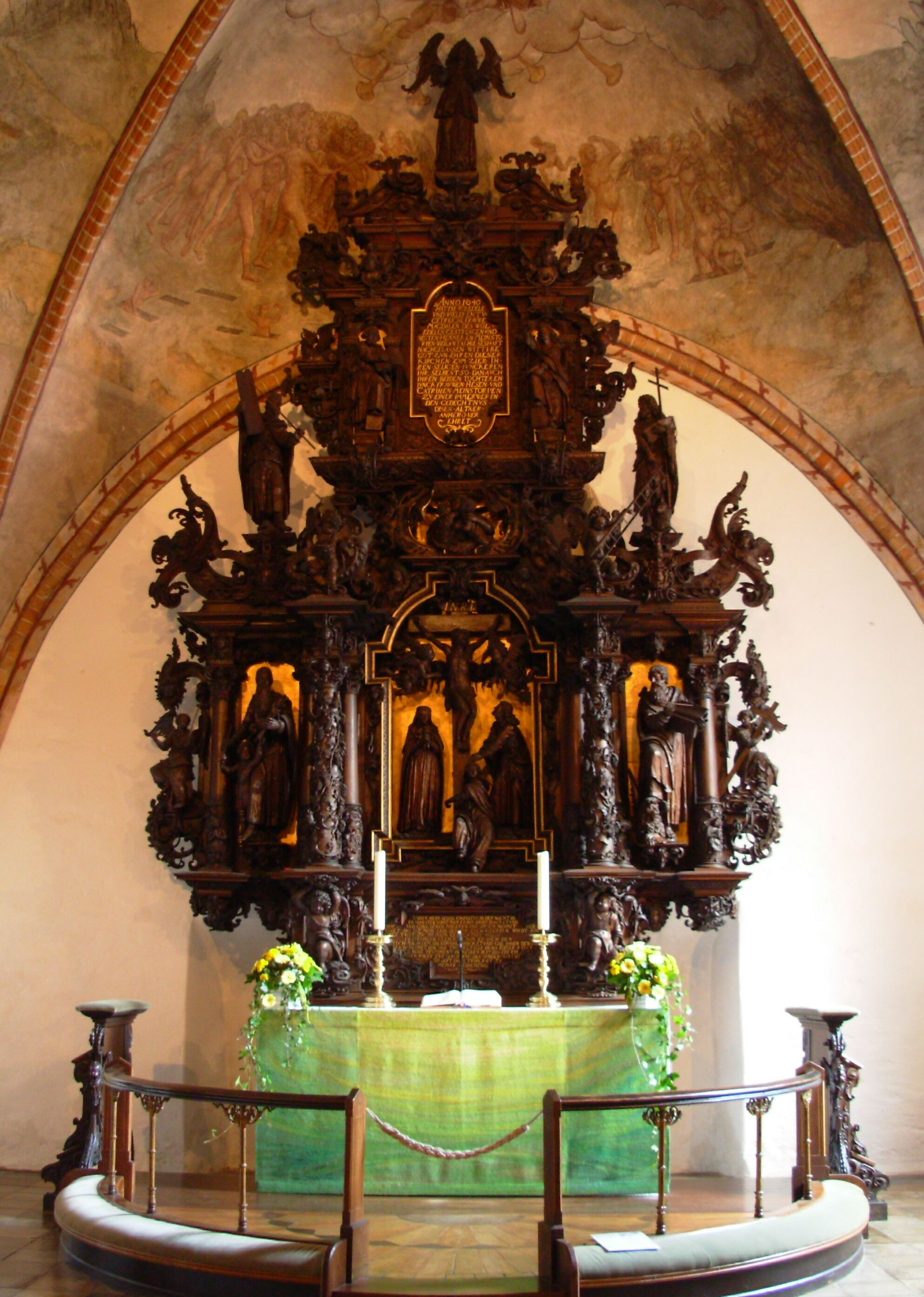
Hans Gudewerdt der Jüngere: Altar in der St. Nicolai zu Eckernförde
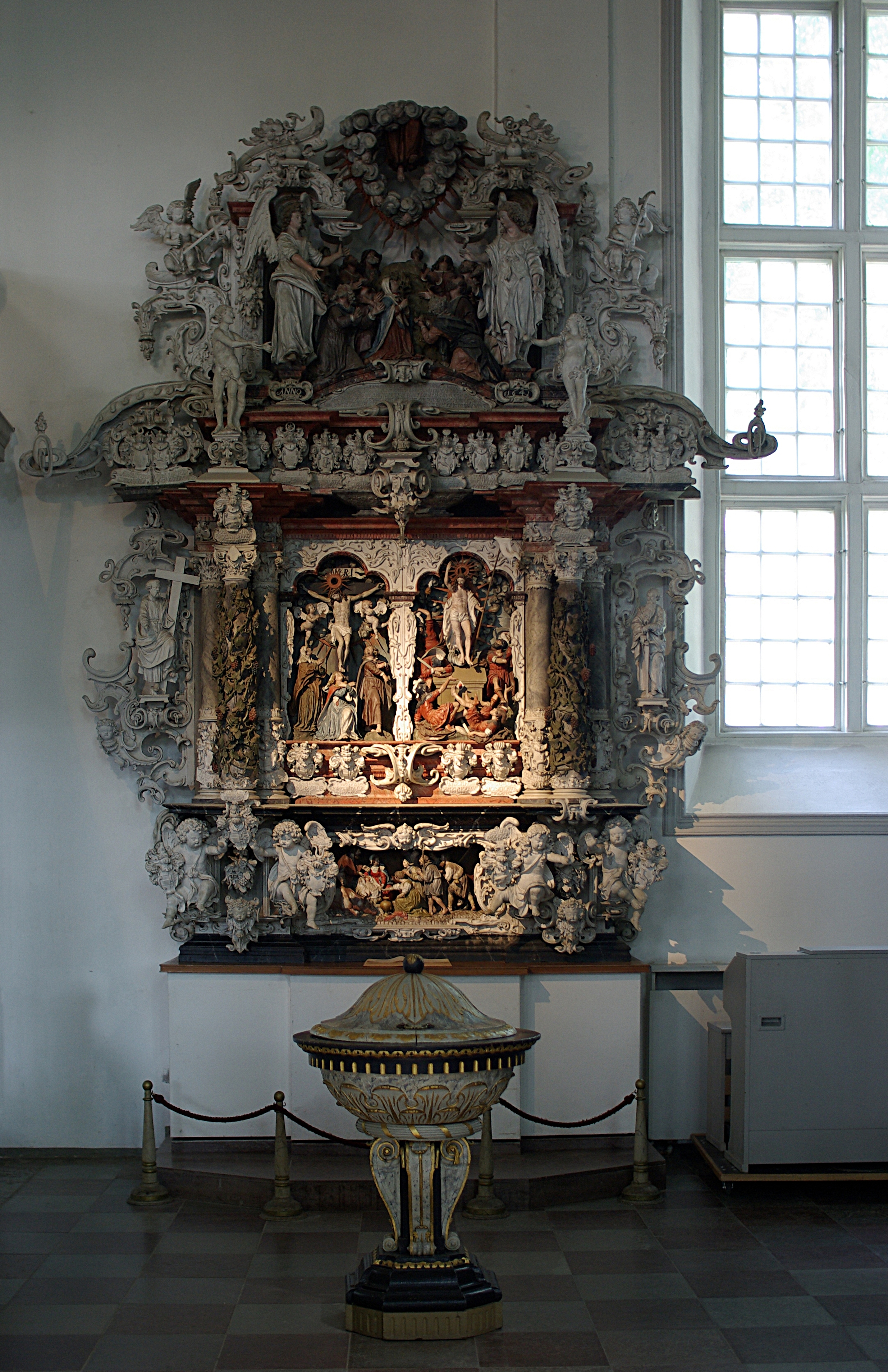
Hans Gudewerdt der Jüngere: Altar in der St. Nikolai-Kirche zu Kappeln
Hans Gudewerdt der Jüngere: Abendmahlsszene aus dem Altar der Marienkirche (Schönkirchen)
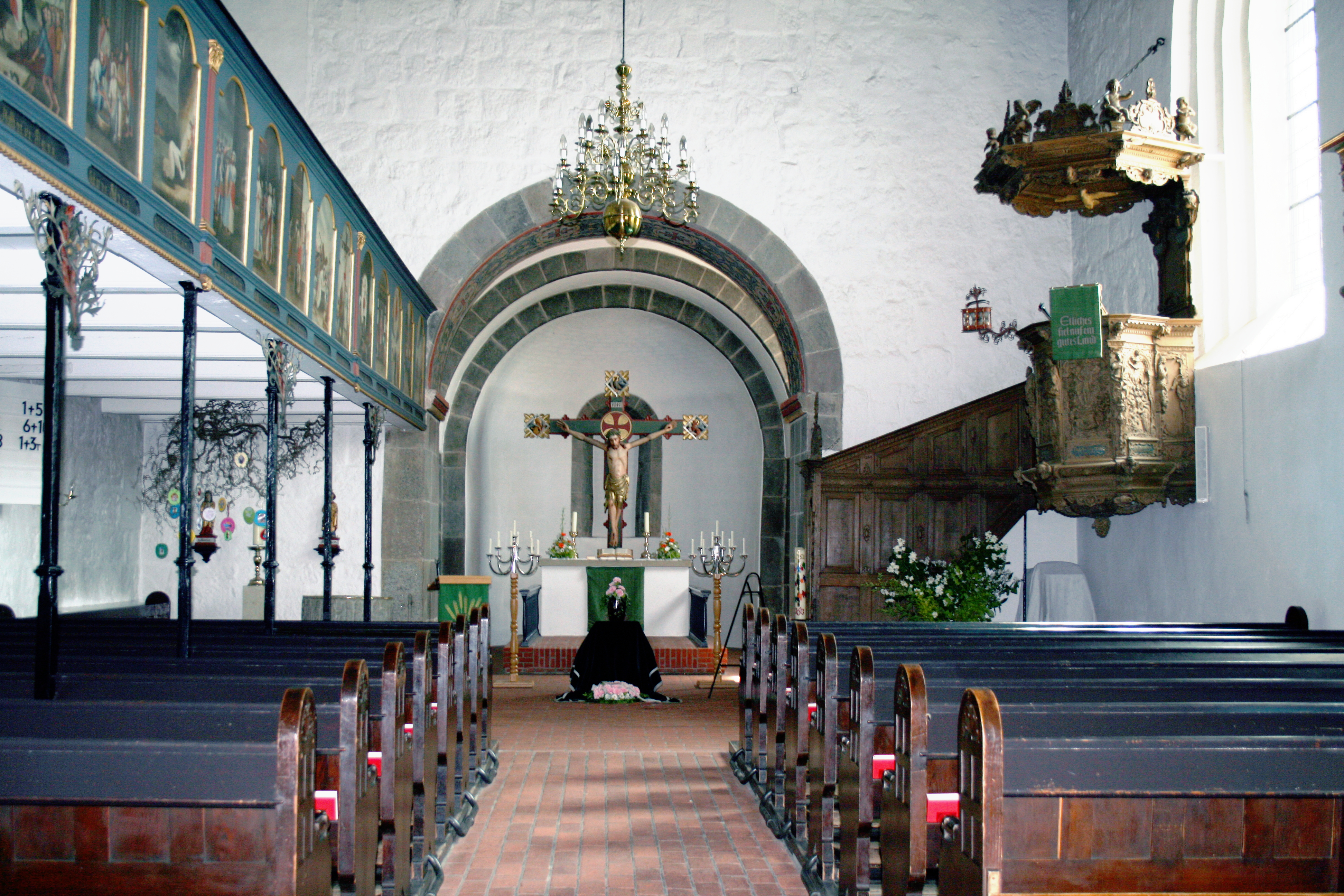
Innenraum der St. Marien-Kirche zu Sörup mit der Kanzel Hans Gudewerdt des Jüngeren
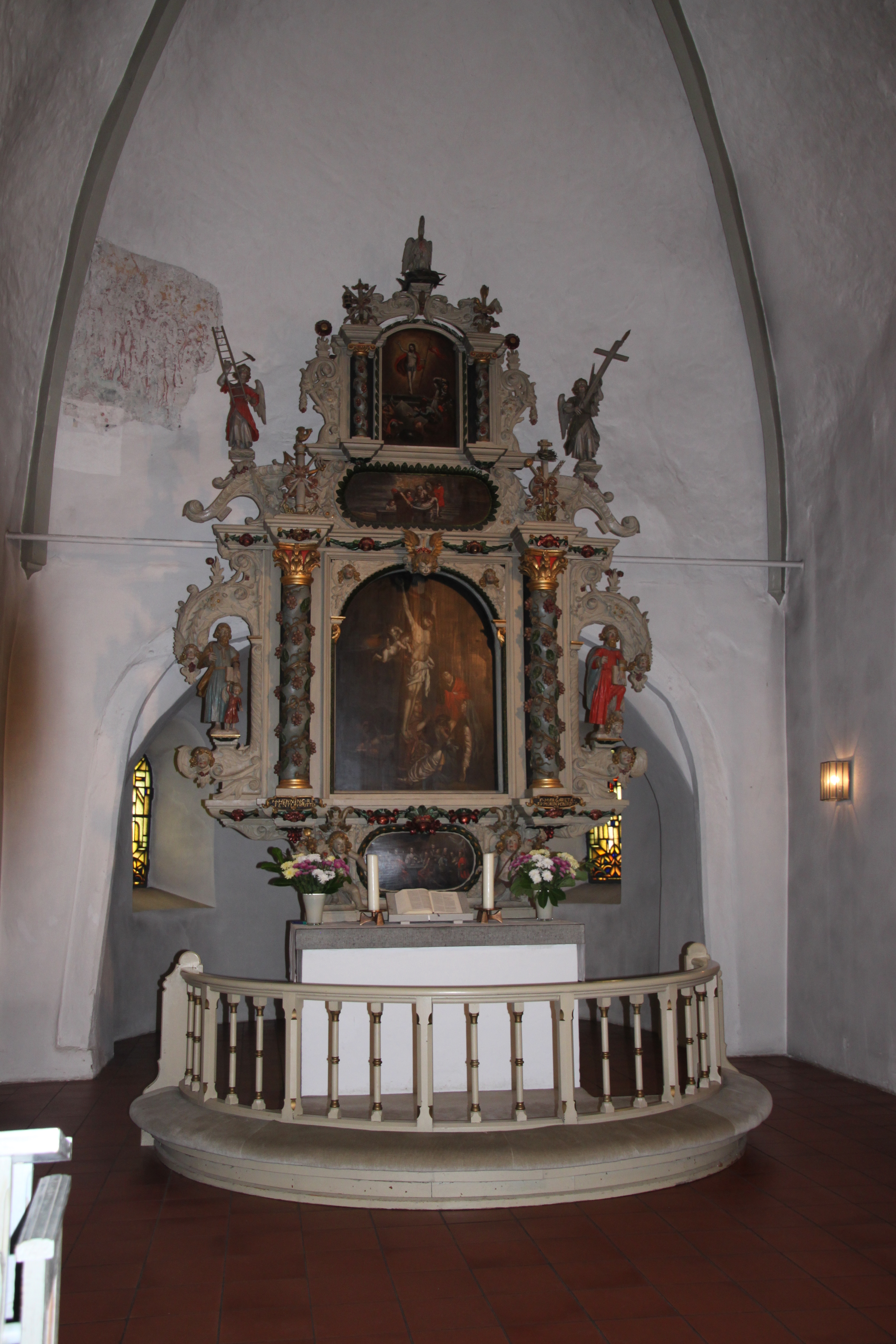
Hans Gudewerdt der Jüngste: Altar in der Borbyer Kirche
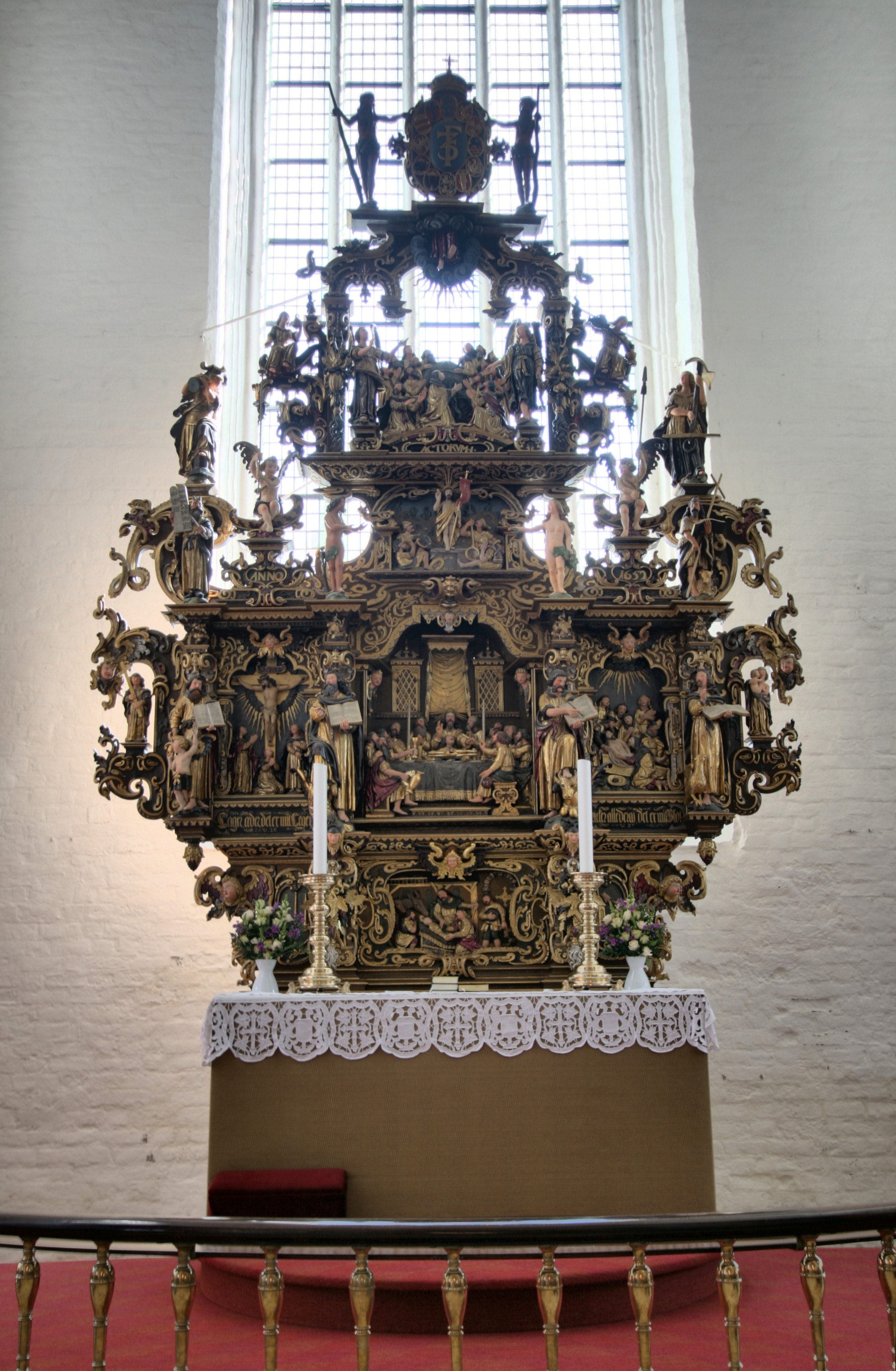
Lorentz Jørgensen: Altar in der Sankt Nicolai Kirke zu Køge
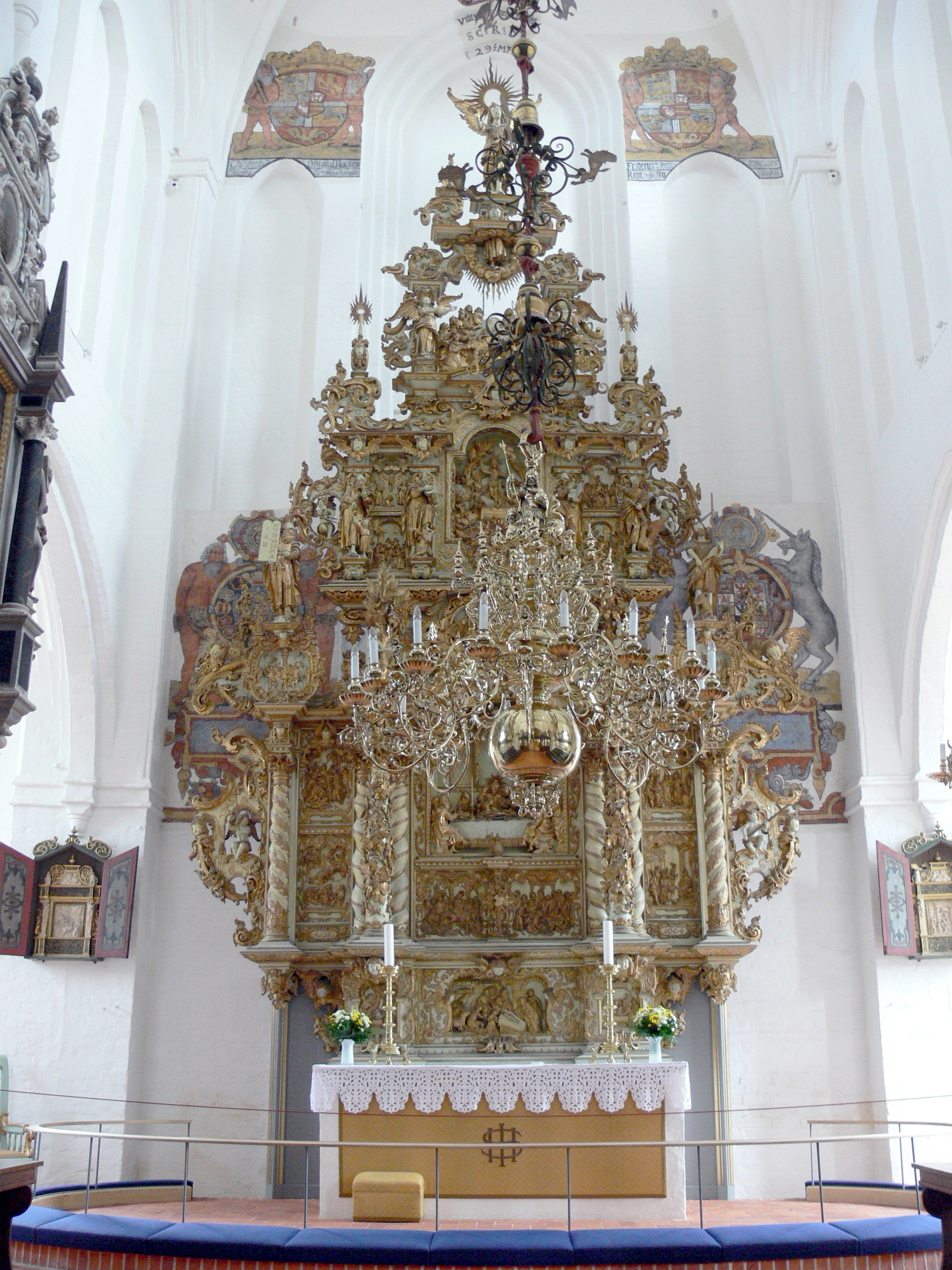
Lorentz Jørgensen: Altar im Sankt Olai Dom zu Helsingør
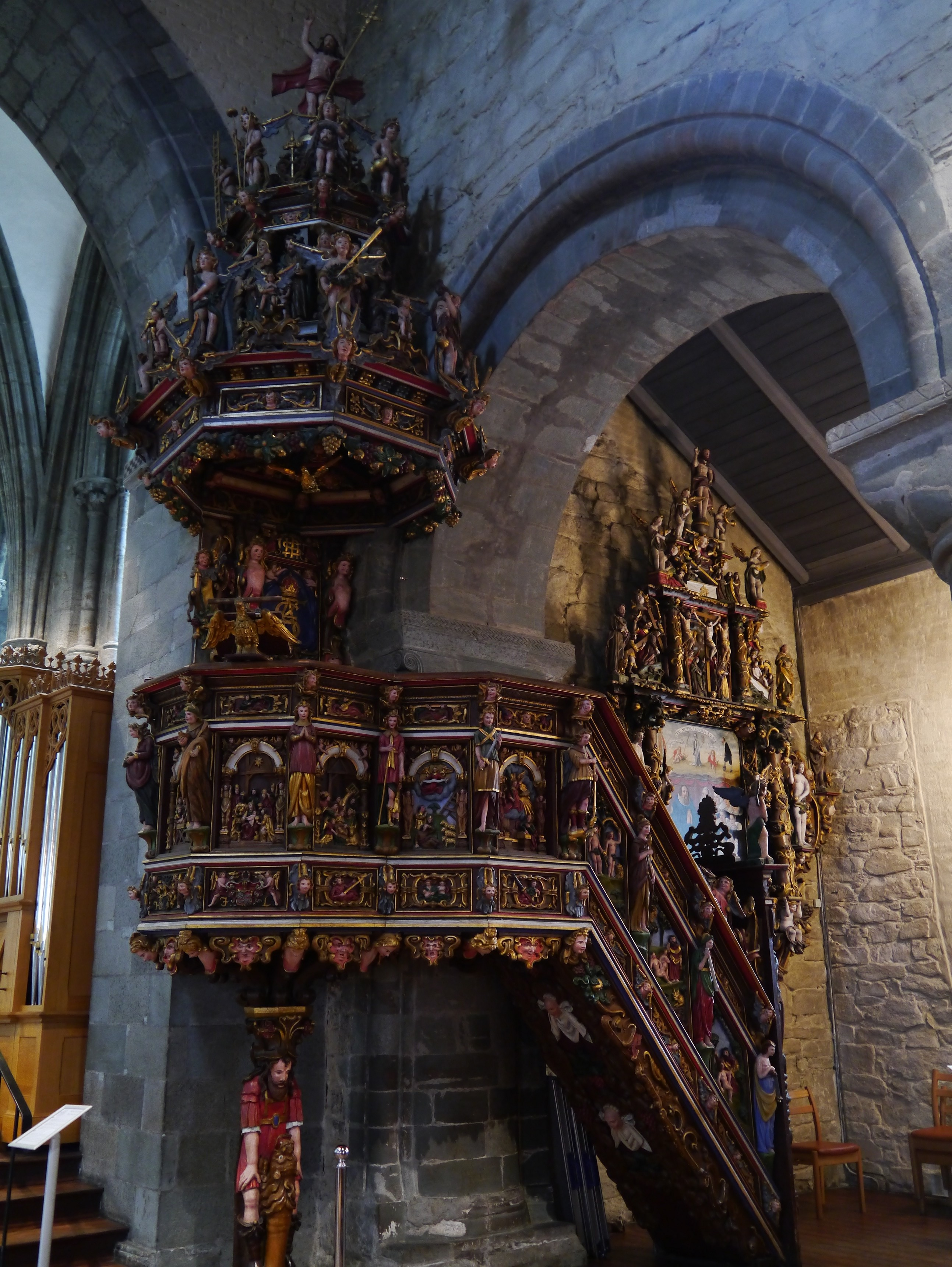
Anders Lauritzen Smith: Kanzel des Doms von Stavanger
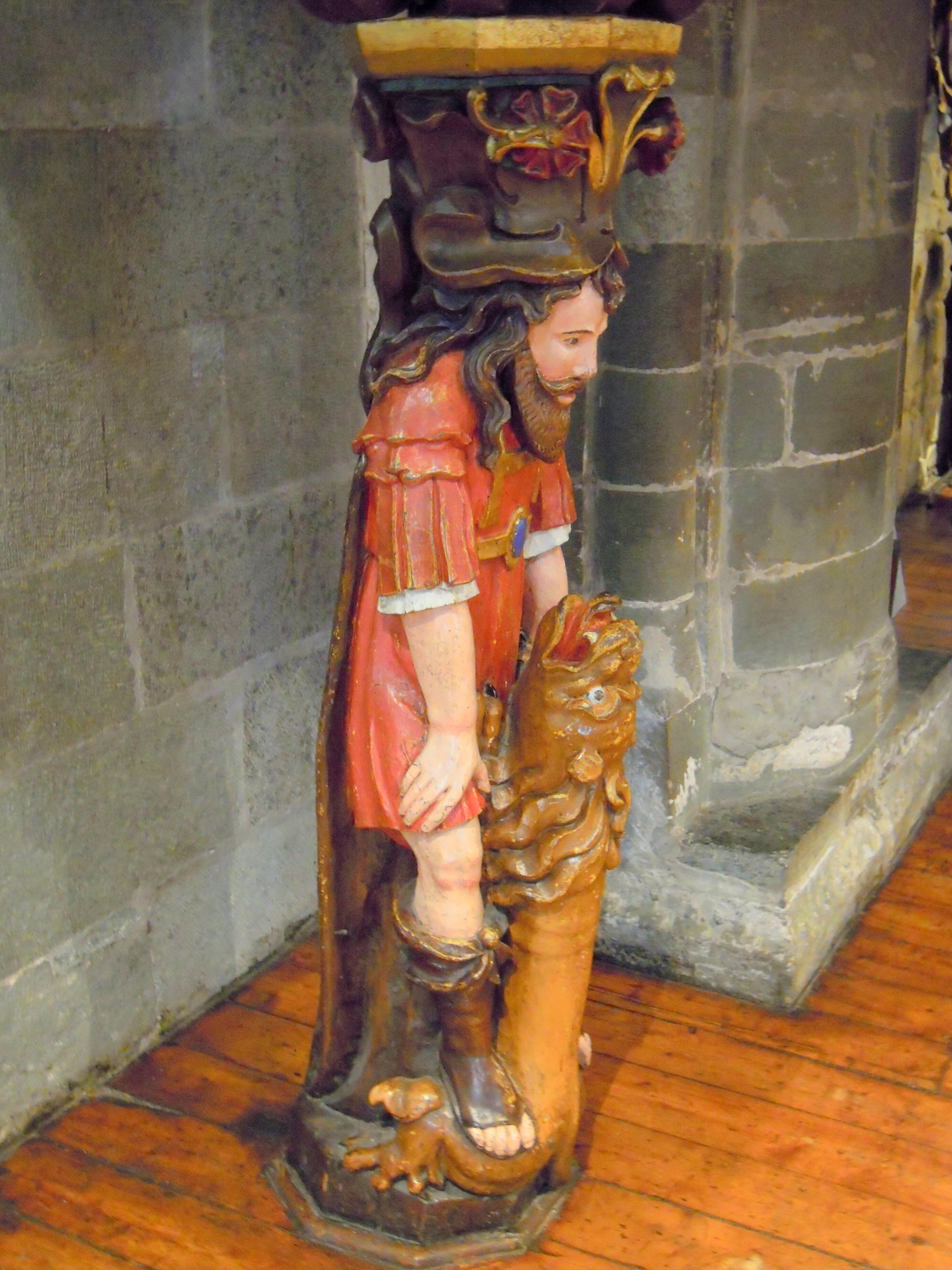
Anders Lauritzen Smith: Samson tötet den Löwen-Statue im Dom von Stavanger
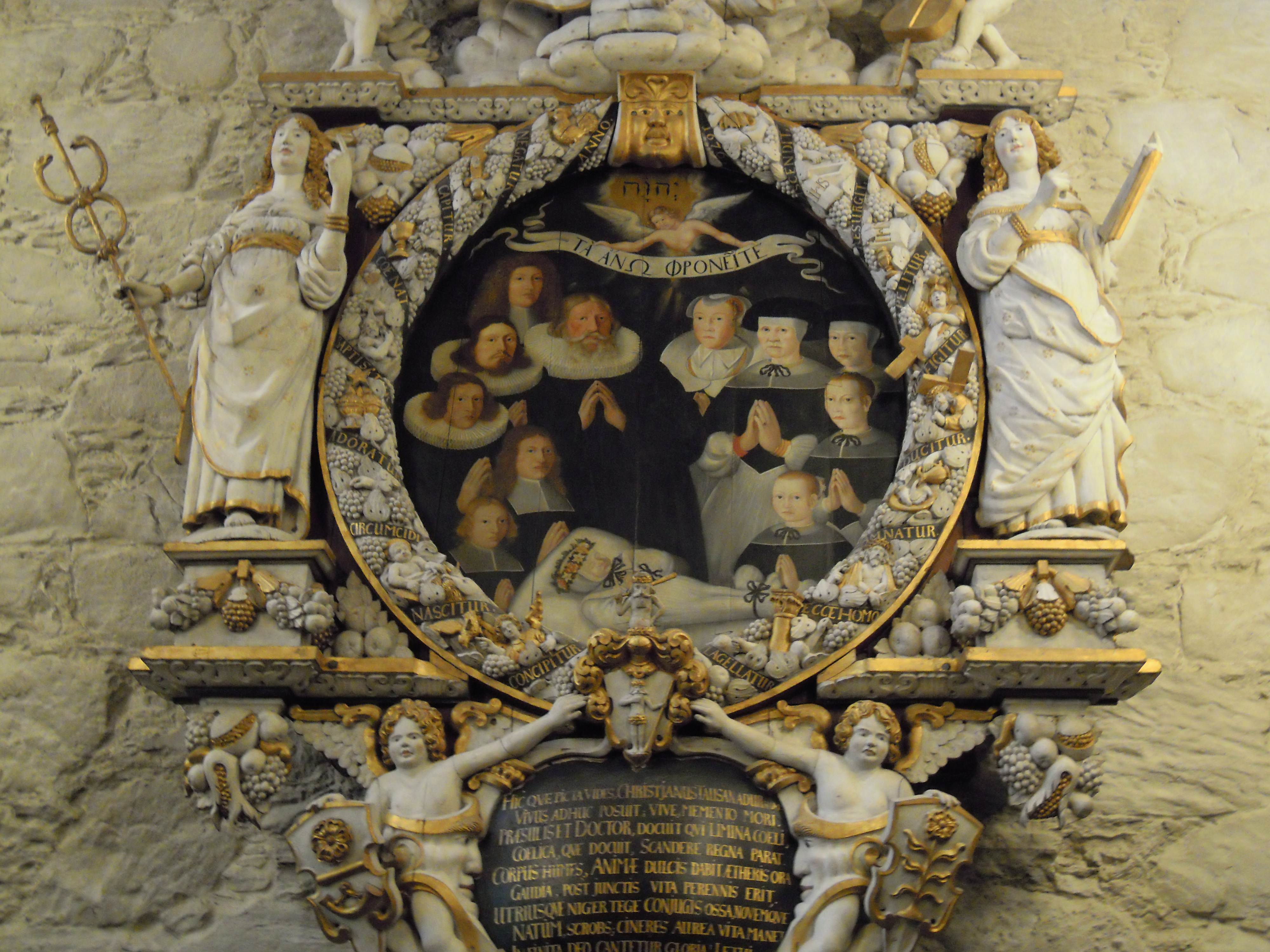
Anders Lauritzen Smith: Matias Tausan-Epitaph im Stavanger Dom